# Delaney Schnell
Delaney Schnell (Iron Mountain, 21 dicembre 1998) è una tuffatrice statunitense.

## Biografia
È figlia di Robert e Cynthia Schnell. Ha una sorella più grande, Reilly, e un fratello più giovane, Chase. Ha iniziato a preticare i tuffi all'età di 10 anni. In precedenza si era dedicata alla ginnastica.
Ha rappresentato la nazionale statunitense ai campionati mondiali di nuoto 2019 nella piattaforma 10 metri femminile vincendo la medaglia di bronzo.
Ai Giochi panamericani di Lima 2019 ha vinto la medaglia di bronzo nella piattaforma 10 metri sincro, gareggiando con la connazionale Amy Cozad.

## Palmarès
- Giochi olimpici

Tokyo 2020: argento nel sincro 10 m.
- Mondiali

Gwangju 2019: bronzo nella piattaforma 10 m.
Budapest 2022: argento nel sincro 10 m e bronzo nel sincro 10 m misti.
Fukuoka 2023: bronzo nel sincro 10m.
- Giochi panamericani

Lima 2019: bronzo nel sincro 10 m.